# Етиленвінілацетат
Етиленвінілацетат, ЕВА — полімерна речовина, що належить до класу складних ефірів, отримується внаслідок кополімеризації етилену і мономеру вінілацетату.
Вінілацетатні ланки довільно розподіляються в макромолекулі кополімеру. Вміст вінілацетату визначає механічні властивості кополімеру, а також його тип (еластомер чи термопласт). Найчастіше використовують ЕВА з 10-50 % вмістом вінілацетату. При 100 % вінілацетату отримують полівінілацетат (PVAC). При високому вмісті вінілацетату етиленвінілацетат набуває високої стійкості до олій, розчинників, озону і високої температури. Кополімери з низьким вмістом ацетату мають властивості, близькі до властивостей поліетилену низької щільності. До того ж властивості кополімерів етиленвінілацетату залежать від утворення бічних ланцюжків і молекулярної маси.
Етиленвінілацетат — легкий і пружний матеріал, що має хороші амортизаційні властивості, перевершує поліетилен за прозорістю та еластичністю за низьких температур, має підвищену адгезію до різних матеріалів.

## Фізичні властивості
Діапазон робочих температур від −80 °C до +55 °C, допускається короткочасне нагрівання до +70 °C.

## Виробництво та застосування
З ЕВА різними методами виготовляють:
- екструзією: плівки, листи, шланги, кабельну оболонку, автомобільні килимки;
- литтям під тиском: взуттєві підошви, іграшки, ізомати;
- термопластичний клей.

Кополімер ЕВА застосовують для приготування компаундів з іншими полімерами, наприклад, каучуком, ПВХ або поліетиленом, а також сумішей з наповнювачами та добавками.
Етиленвінілацетат у вигляді водної дисперсії застосовується як плівкоутворювач у водно-дисперсійних фарбах. Редиспергований порошок етиленвінілацетату (висушена спеціальним способом водна дисперсія) використовується в сухих будівельних сумішах.
Застосовується для ручок у рибальських вудилищах як заміна корку.

Зі спіненого ЕВА з додаванням барвників виробляють листовий матеріал для рукоділля і виробництва сувенірів (варіанти назви: фоам (англ. foam), фоаміран (foamiran)).

Деякі вироби зі спіненого ЕВА
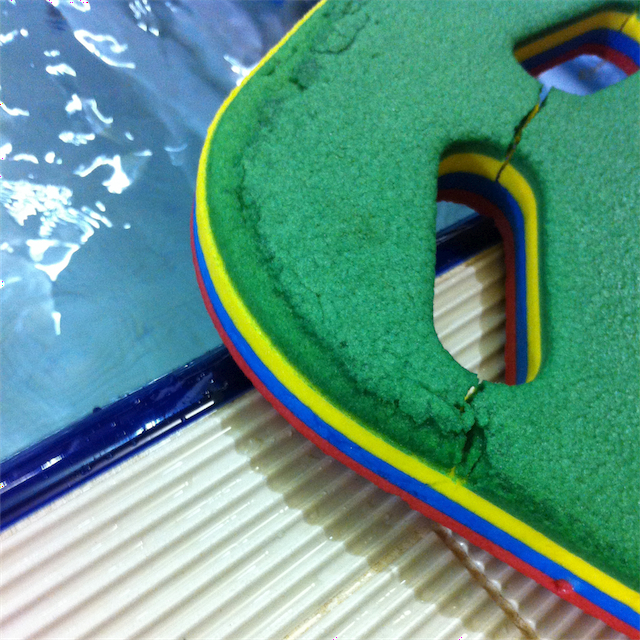
Дошка для плавання
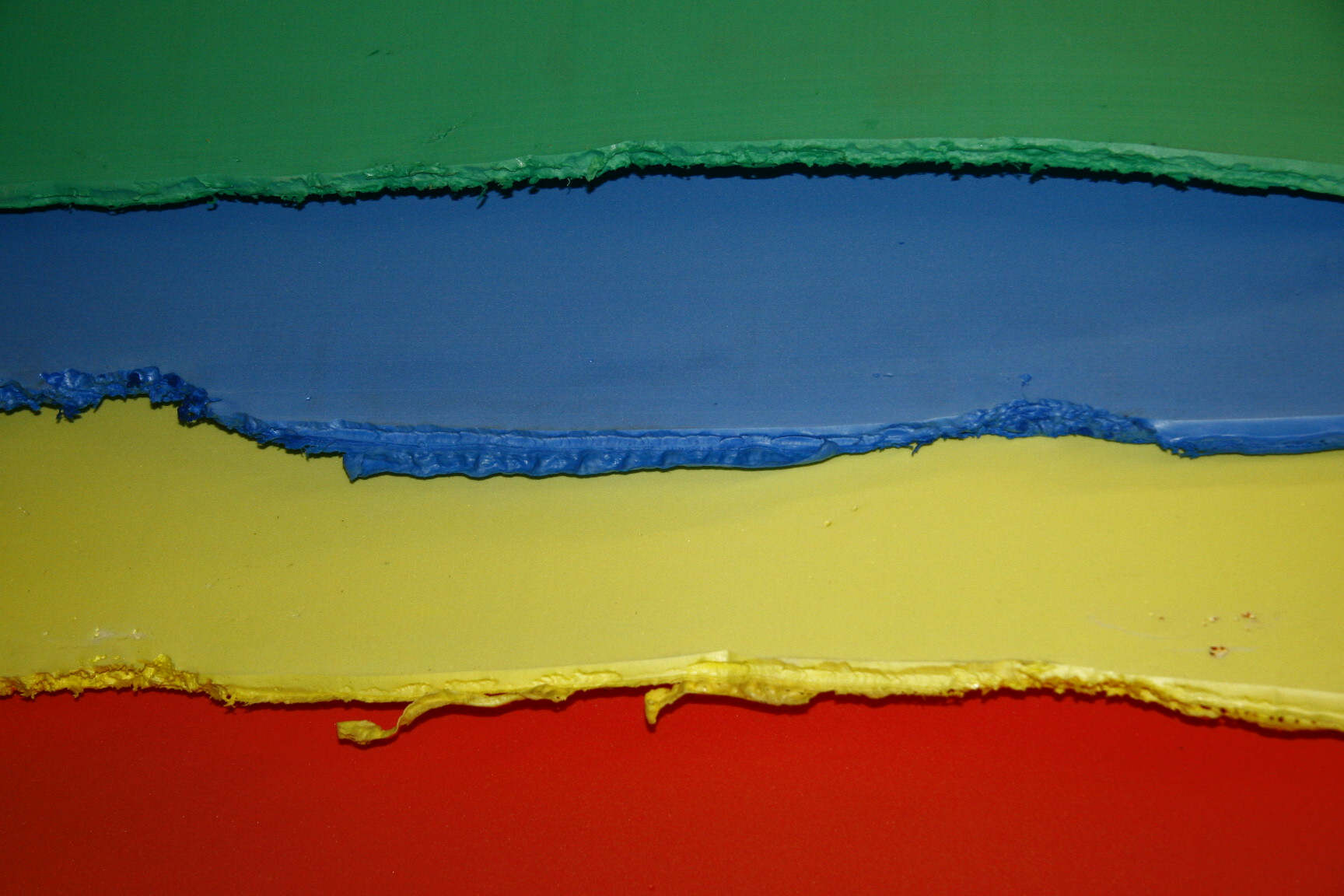
Листи спіненого ЕВА
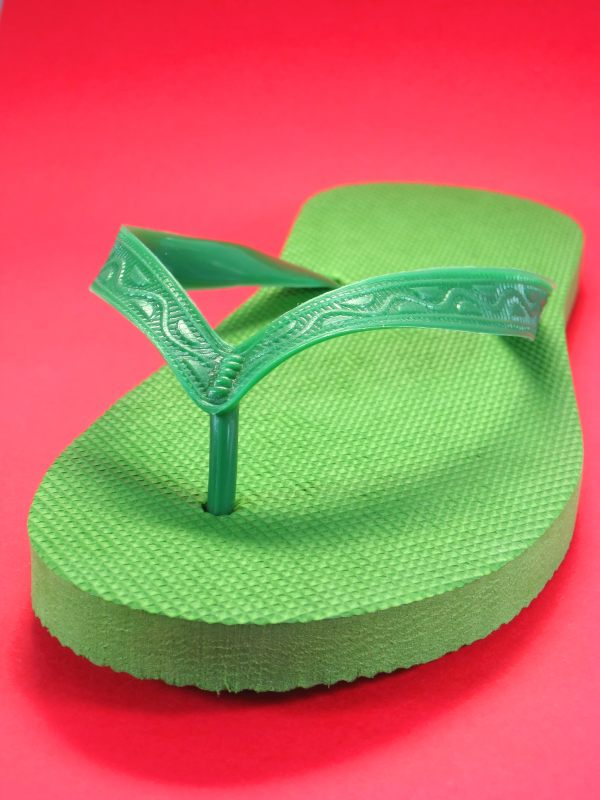
В'єтнамки
Клоги
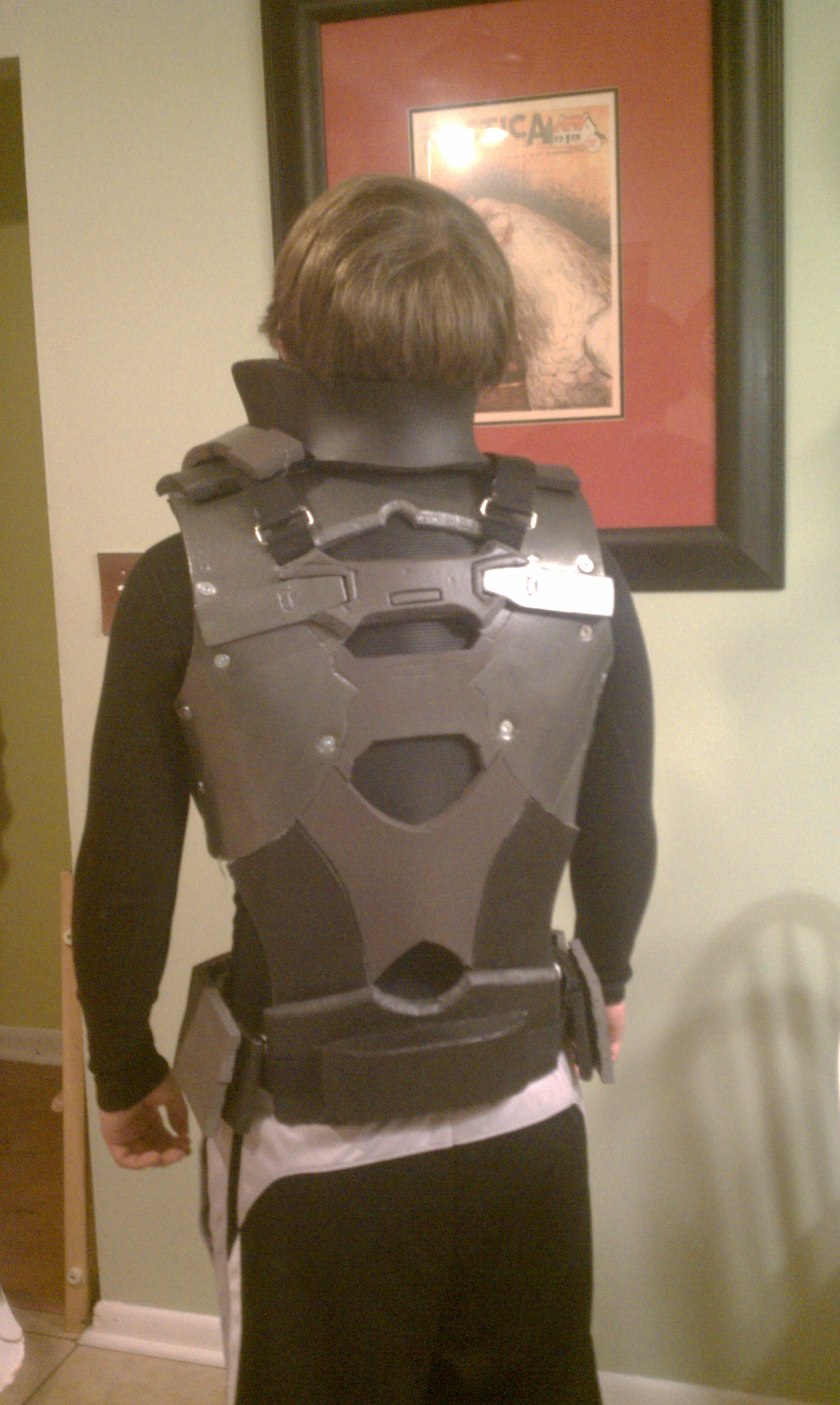
"Обладунки" для косплею